# انواع گوشت
3 نوع گوشت داریم که عبارتند از:

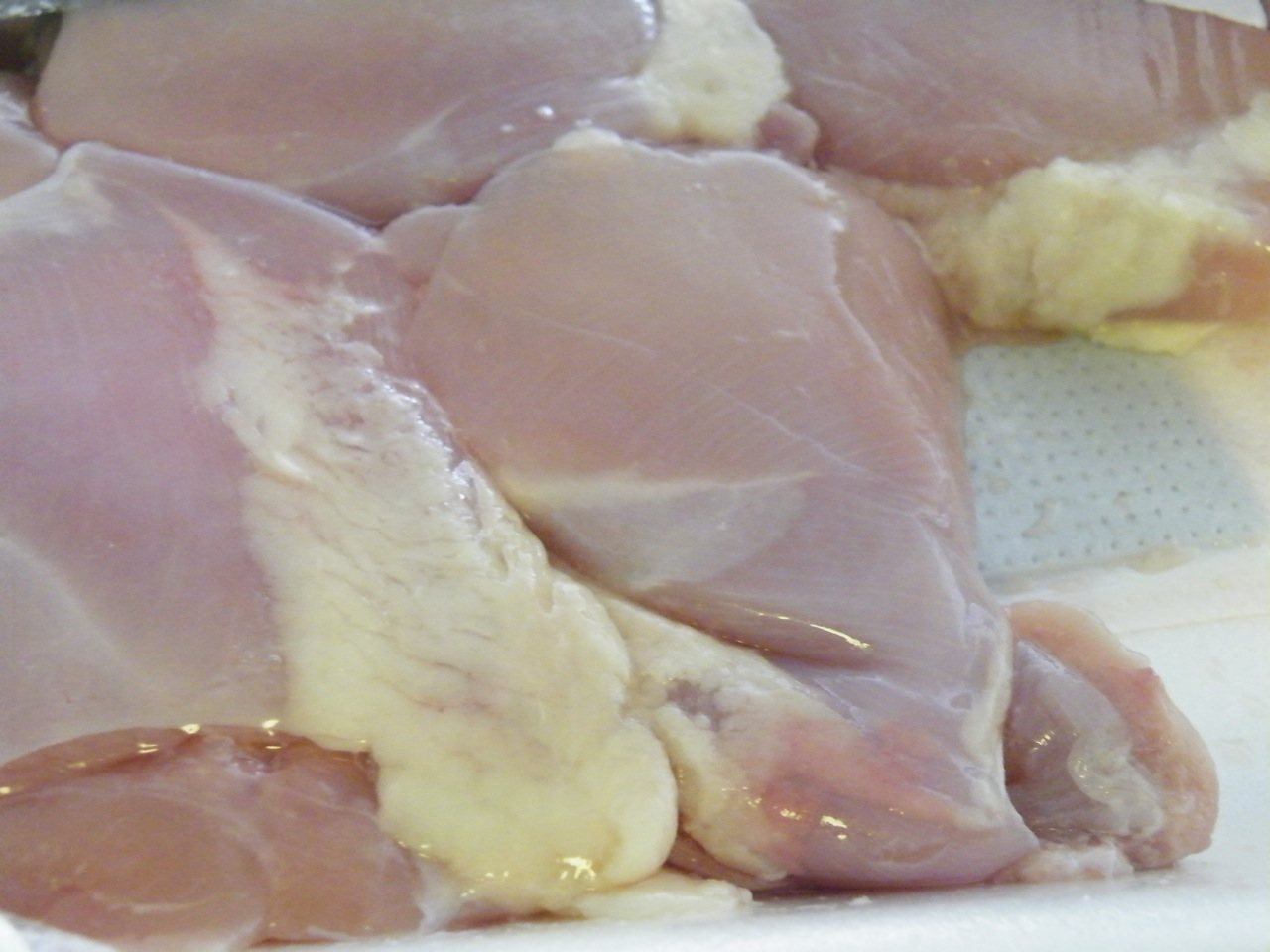
گوشت سفید 

که میتوان با ان خورش مرغ کاری با ماست و خامه و شنیسل مرغ را درست کرد
گوشت قرمز

که میتوان با ان بیف استراگانوف و داوود پاشا ( یک خورشت ترکیه ای ) را درست کرد
گوشت ماهی و فراورده‌های آن 

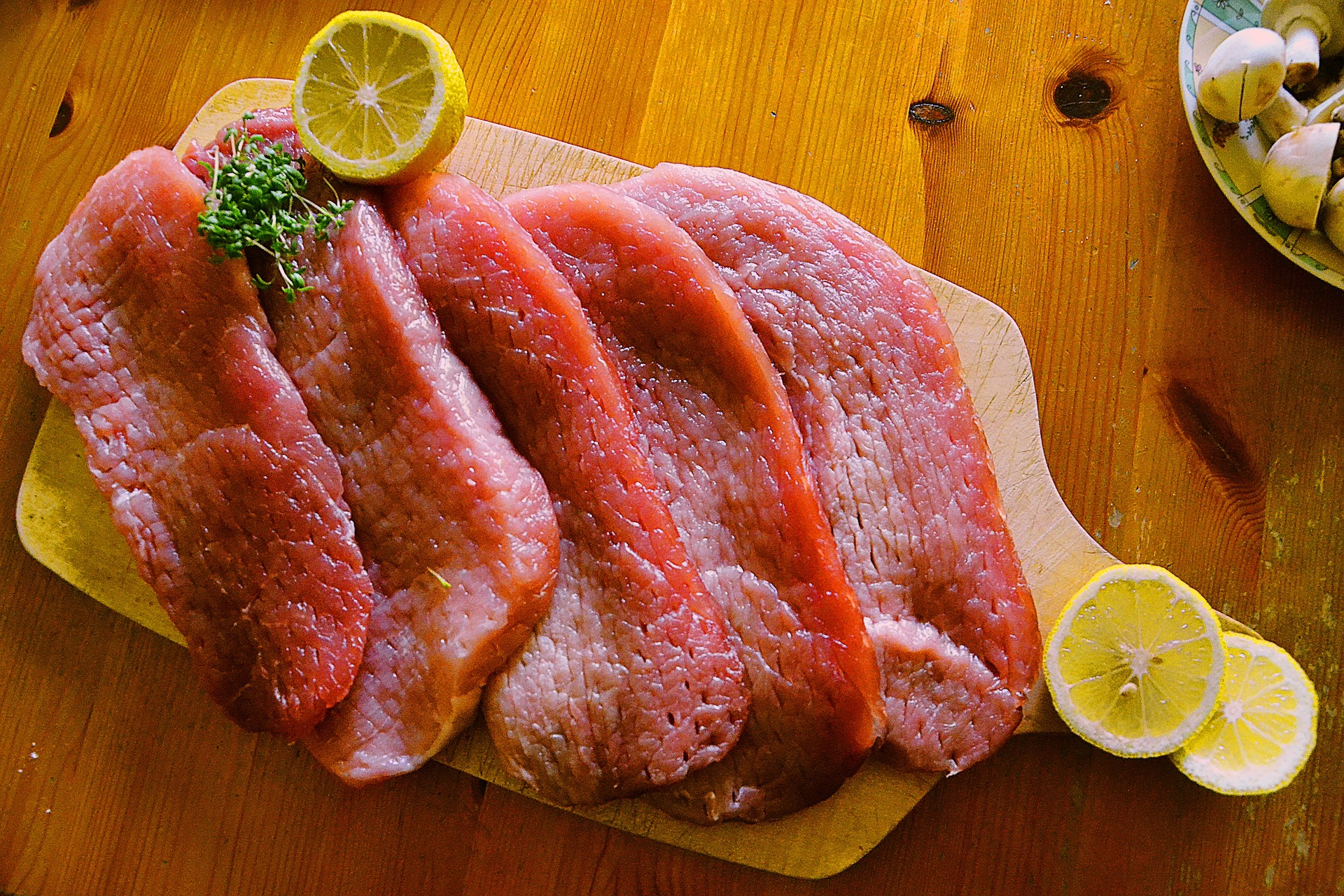
گوشت قرمز

که میتوان با ان ماهی با سیب‌زمینی و ماهی سوخاری را درست کرد

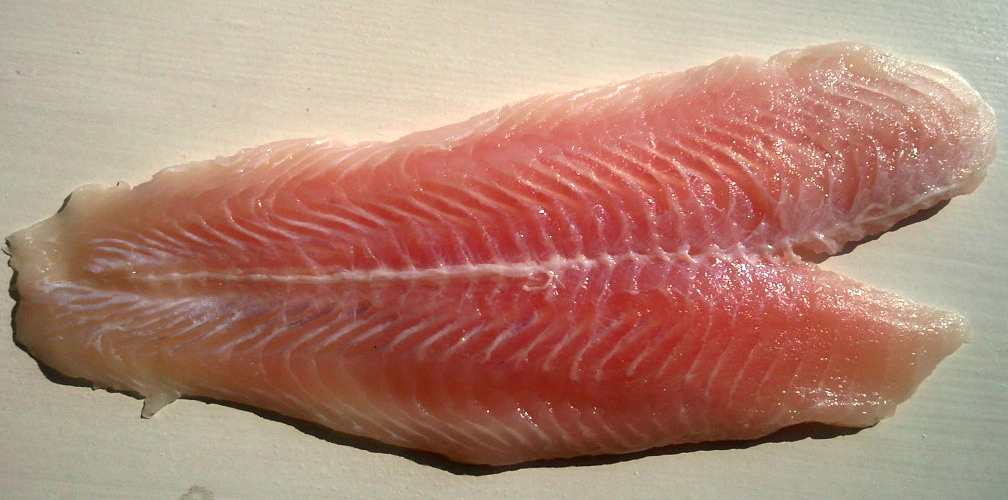
گوشت ماهی

علت جدا کردن گوشت ماهی از گوشت سفید این است که با اینکه در گوشت ماهی هم مثل گوشت سفید میزان میوگلوبین کمتر از گوشت قرمز است اما عضلات ماهی‌ها با شرایط زندگی آنها سازگار گشته است و کاملاً با گوشت مرغ و بوقلمون و... که در دسته گوشت‌های سفید قرار دارند متفاوت است.